# Brian Baird
Brian Norton Baird (Chama, 7 marzo 1956) è un politico statunitense, membro della Camera dei Rappresentanti per lo stato di Washington dal 1999 al 2011.

## Biografia
Dopo la laurea in psicologia clinica, Baird divenne docente universitario. Entrato in politica con il Partito Democratico, nel 1996 si candidò alla Camera dei Rappresentanti contro la deputata repubblicana in carica Linda Smith, ma perse per una manciata di voti.
Due anni dopo, quando la Smith lasciò il seggio per cercare l'elezione al Senato, Baird si ricandidò e stavolta vinse. Negli anni seguenti fu rieletto altre cinque volte sempre con un buon margine di scarto.
Nel 2010 decise di non chiedere un settimo mandato al Congresso e fu succeduto dalla repubblicana Jaime Herrera Beutler. Baird è di ideologia centrista e durante la permanenza alla Camera è stato membro della New Democrat Coalition.